# Phasmahyla guttata
Espèce
Synonymes
- Phyllomedusa guttata Lutz, 1924

Statut de conservation UICN

 LC  : Préoccupation mineure
Phasmahyla guttata est une espèce d'amphibiens de la famille des Phyllomedusidae.

## Répartition
Cette espèce est endémique du Brésil. Elle se rencontre dans les États de Rio de Janeiro, d'Espírito Santo, de São Paulo et du Paraná de 50 à 1 200 m d'altitude dans la serra do Mar.

## Publication originale
- Lutz, 1924 : Sur les rainettes des environs de Rio de Janeiro. Comptes Rendus et Mémoires Hebdomadaires des Séances de la Société de Biologie et de ses Filiales, vol. 90, no 3, p. 241.